# Pócs János
Pócs János (Jászapáti, 1963. november 17. –) magyar politikus, 2010 óta a Jászság országgyűlési képviselője, 2010 és 2014 között Jászapáti polgármestere.

## Családja
Ősei Csányban dinnyetermesztéssel foglalkoztak.
Felesége Tóth Katalin. Három gyermekük van: Mónika, Katalin és János.

## Életrajz
1981-ben a Hatvani Szakiskolában végzett víz- és gázszerelőként.
1998 és 2010 között Jászapáti önkormányzati képviselője. 2010 és 2014 között Jászapáti polgármestere.
2010. május 14. óta a Fidesz – Magyar Polgári Szövetség országgyűlési képviselője. A Jász-Nagykun-Szolnok vármegyei 2. számú országgyűlési egyéni választókerület képviselője. 2014. május 6. és 2014. június 2. között az Országgyűlés jegyzője.
2010. május 14. óta a Mezőgazdasági bizottság tagja. 2010. május 26. és 2014. május 5. között a Mezőgazdasági bizottság Szőlészeti és borászati albizottságának tagja. 2010. június 14. és 2014. május 5. között a Mezőgazdasági bizottság Erdészeti albizottságának tagja. 2010. június 14. és 2014. május 5. között a Mezőgazdasági bizottság Megújuló energiával foglalkozó albizottságának tagja. 2010. július 7. és 2014. május 5. között a Mezőgazdasági bizottság Kertészeti albizottságának tagja. 2014. július 10. óta tagja A Mezőgazdasági bizottság feladatkörébe tartozó törvények végrehajtását, társadalmi és gazdasági hatását, valamint a deregulációs folyamatokat figyelemmel kísérő albizottságnak. 2014. július 10. óta újra tagja a Mezőgazdasági bizottság Kertészeti albizottságának.

### Konfliktusok a személye körül
2019-ben nyilvánosságra került egy 2008-as videófelvétel, amin az látható, hogy Pócs egy égő kazánba zár egy cigány férfit, állítása szerint azért, hogy megbüntesse. A felvételen többek között olyanok hangzanak el, hogy "itt égetem el a cigányokat, akikre haragszom". A képviselő úgy nyilatkozott, hogy ez egy "vidám, ironikus felvétel", ami a videóban szereplő (azóta elhunyt) férfi kérésére készült. Pócs Jánost tíz ellenzéki képviselő, és az Országos Roma Önkormányzat is lemondásra és bocsánatkérésre szólította fel, de szerinte nincs miért elnézést kérnie.
2024-ben egy szolnoki gyermekbántalmazási ügyben az elkövetővel szemben úgy nyilatkozott: "Volt egy gyenge pillanata, mint bármelyikünknek." Másnap ezt a nyilatkozatát visszavonta. 